# キツネノカミソリ
キツネノカミソリ（狐の剃刀、鉄色箭、学名: Lycoris sanguinea）はヒガンバナ科の多年生草本球根植物である。クロンキスト体系ではユリ科に分類される。

## 解説
明るい林床や林縁などに自生する。早春のまだ他の草が生えていないうちに、狭長の葉を球根から直接出して球根を太らせ、多くの草が生い茂る夏頃には一旦葉を落とす。
盆（8月なかば）前後になると花茎を 30〜50cmほど伸ばし、先端で枝分かれした先にいくつかの花を咲かせる。雌雄同花で花弁は橙色が6枚。
本種には、結実するものと、しないもの（三倍体、2n=32）がある。
葉の形や花と葉を別々に出すところ、有毒植物である点ではヒガンバナと共通するが、花の形および葉と花を出す時季は異なる。
毒成分はリコリンなど。外用で薬とすることもあるが、決して口にしてはいけない。特に花の色や形、花の付き方だけ見ると食用にされたり、薬草として服用されることもあるノカンゾウなどのワスレグサ属の植物に非常によく似ているので注意が必要である。

## 分布
東アジアの一部（日本、朝鮮半島）に分布する。
日本では本州・四国・九州に分布する。

## 変種

### キツネノカミソリ
（学名） Lycoris sanguinea var. sanguinea

### オオキツネノカミソリ
（学名）Lycoris sanguinea var. kiushiana (Makino) T. Koyama
キツネノカミソリより花が大きく花弁が 9cm 程になり、長く突き出るおしべが特徴。本州の関東以南と九州に分布する。

### ムジナノカミソリ
（学名）Lycoris sanguinea var. koreana (Nakai) T. Koyama
絶滅危惧IA類 (CR)（環境省レッドリスト）
花がやや小型で紅紫色。日本国内では九州に分布していたが、宮崎県日南市の自生地が消失、他でも確認されておらず、環境省の第4次レッドリストでは、栽培個体以外が絶滅した状態である野生絶滅 (EW) とされていた。しかし、2017年以降長崎県の対馬、宇久島、野母崎半島で発見されたほか、日向市でも新たな自生地が発見され、2018年の調査で計数十個体の現存が推定されたため、2025年の第5次レッドリストでは、深刻な絶滅の危機に瀕している状態である絶滅危惧IA類（CR）へ移行した。長崎県のレッドリストでは絶滅危惧II類、宮崎県では絶滅危惧IA類に指定されている（2025年3月現在）。